# Örjans vall
Örjans vall är en fotbollsanläggning i Halmstad, som används som hemmaplan för Halmstads BK och IS Halmia. Namnet syftar på Sankt Örjan och kommer av att det på platsen under medeltiden låg ett sjukhus med namnet S:t Jörgens hospital. Arenan ligger i norra delen av Halmstad.

## Historia
Örjans vall byggdes, som många andra sportanläggningar i Sverige från mellankrigstiden, i samarbete med Statens arbetslöshetskommission. Den invigdes den 30 juli 1922 av Kronprins Gustav Adolf. I augusti samma år beslutade stadsfullmäktige att idrottsplatsen skulle få namnet Örjans vall. Sedan dess har arenan byggts om flera gånger, bland annat togs en ny huvudläktare i bruk 1972. Förutom fotboll har här tidigare även anordnats tävlingar i friidrott och skridsko; löparbanorna togs dock bort under 1980-talet. 
Under världsmästerskapet i fotboll 1958 i Sverige spelades två gruppspelsmatcher på Örjans vall, Nordirland-Tjeckoslovakien (1–0) den 8 juni och Argentina-Nordirland (3–1) den 11 juni.

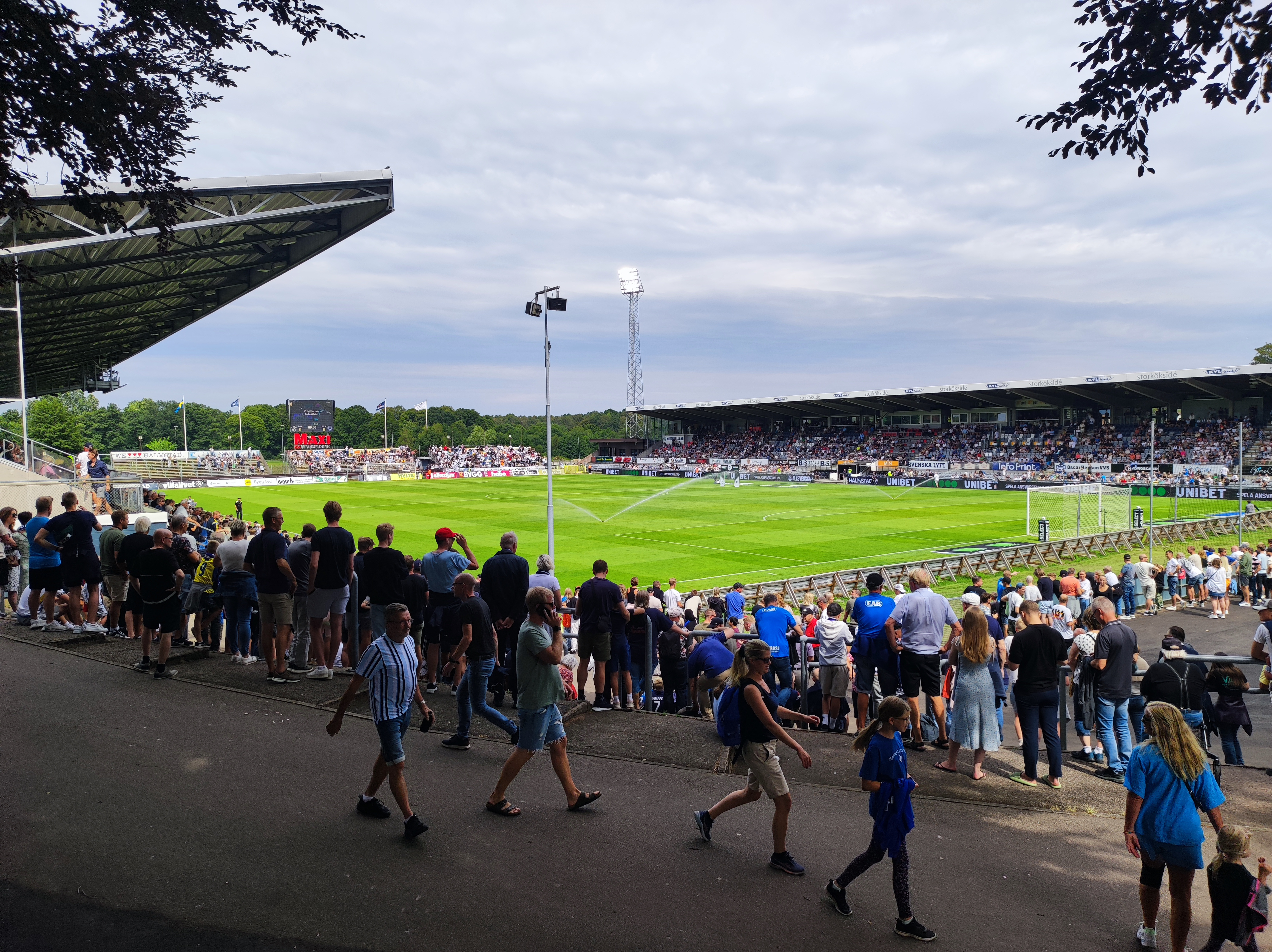
Örjans vall inför en match mellan Halmstads BK och IFK Värnamo i 2023.

Tre gruppspelsmatcher under U21-EM 2009 spelades på Örjans vall, England–Finland (2–1), Tyskland–Finland (2–0) och Tyskland–England (1–1). Arenan valdes ut efter att Borås Arena dragit sig ur arrangörskapet. Inför mästerskapet byggdes läktarna tillfälligt om till enbart sittplatser, något som tidigare även gjorts vid vissa europacupmatcher, och publikkapaciteten var 7 500. Under fotbolls-EM för damer 2013 spelades fyra matcher, varav två med hemmanationen Sverige, på arenan.
Halmstads kommun beslutade 17 december 2013 att en renovering av Örjans Vall till ett värde av 75 miljoner skulle ske. Renoveringen var planlagd att vara klar till säsongen 2015. Under hösten 2014 framkom det att arbetet hamnat mellan stolarna och att man hann endast renovera den västra läktaren till säsongsstarten 2015. Resterande delar av arenan färdigställdes under 2016 och renoveringen var helt klar till starten av säsongen 2017. Slutnotan landade på 86 miljoner. Under 2024 och 2025 så genomför Halmstads Kommun en förstudie om möjligheterna att bygga en helt ny arena på samma plats.

## Publikrekord
Publikrekordet för sportevenemang noterades år 1962, då 20 381 personer såg en kvalmatch mellan IS Halmia och Landskrona BoIS. Efter ombyggnaden är den högsta publiksiffran från den 30 oktober 2004 då matchen Halmstads BK–IFK Göteborg (1–1) sågs av 16 867 personer. Provisoriska läktare hade då satts in för att svara mot det höga publiktrycket. Sedan har anläggningen byggts om igen och sedan 2017 är publikkapaciteten 10 873 åskådare varav 3 833 är sittplatser.
Publikrekordet totalt innehar popgruppen Gyllene Tider som i juli och augusti 2004 gav tre konserter på Örjans vall i samband med gruppens 25-årsjubileumsturné. Den 14 juli det året spelade man inför 23 329 personer, 15 juli inför 23 733 personer och den 18 augusti inför 27 168 personer.